# Elisabeth Zölch-Balmer

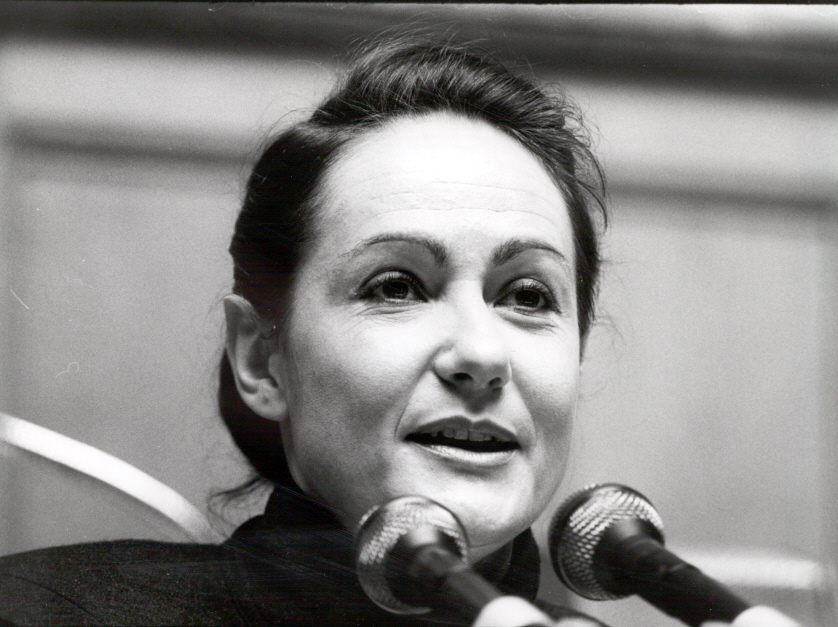
Elisabeth Zölch (1988)

Elisabeth Zölch-Balmer (1951) is een Zwitsers politica.
Elisabeth Zölch-Balmer studeerde rechten aan de Universiteit van Bern en promoveerde in 1977. Van 1978 1983 leidde zij de rechterlijke afdeling van de directie Gemeenten van het kanton Bern en van 1984 tot 1992 was ze eerste secretaris van de directie Gemeenten. Aanvankelijk was ze lid van de Zwitserse Volkspartij (SVP) en was sinds 1977 lid van de gemeenteraad van Mühlethurnen. Van 1987 tot 1994 was ze lid van de Nationale Raad (tweede kamer Bondsvergadering).
Ze was ook lid van de Regeringsraad van het kanton Bern (1994-2006). Zij leidde het departement van Economische Zaken. Van 1 juni 1997 tot 31 mei 1998 was ze de eerste vrouwelijke voorzitter van de Regeringsraad (dat wil zeggen regeringsleider) van het kanton Bern.
Elisabeth Zölch-Balmer is sinds 2008 lid van de Burgerlijk-Democratische Partij (BDP), een gematigde afsplitsing van de SVP. Zij was een van de oprichters van de BDP in het kanton Bern.

## Verwijzing
1. ↑  http://rulers.org/2002-06.html

- Base de données des élites suisses: 50418
- Gemeinsame Normdatei: 1201464307
- Zwitserse Bondsvergadering: 242
- Virtual International Authority File: 7365157643312338590008